# Métro de Madrid
Ne doit pas être confondu avec Métro léger de Madrid.
Le métro de Madrid (en espagnol : Metro de Madrid) est un vaste réseau de transport en commun en site propre de type métro qui dessert Madrid et son agglomération.
Ouvert en 1919, il est le plus ancien réseau métropolitain en Espagne. Il compte treize lignes, 242 stations et parcourt 288,5 km quasi-exclusivement en souterrain. Il est en correspondance avec les réseaux de métro léger, de trains de banlieue et d'autobus.

## Historique
L'histoire du métro de Madrid peut être divisée en 4 périodes : 
- entre 1919 à 1951, les lignes sont construites à petit gabarit.
- entre 1951 à 1978, ouverture du premier tronçon en surface et la première ligne à grand gabarit.
- entre 1978 et 1994, le métro est nationalisé et le groupement de transports de la capitale est mis en place.
- à partir de 1994, le réseau  connait une expansion sans équivalent en Europe à cette époque. Il double de taille.

### Le projet

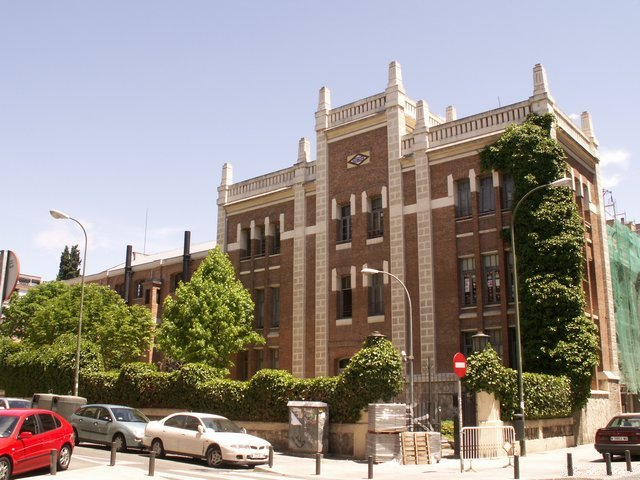
Bureaux de la compagnie, édifice dessiné par Palacios.

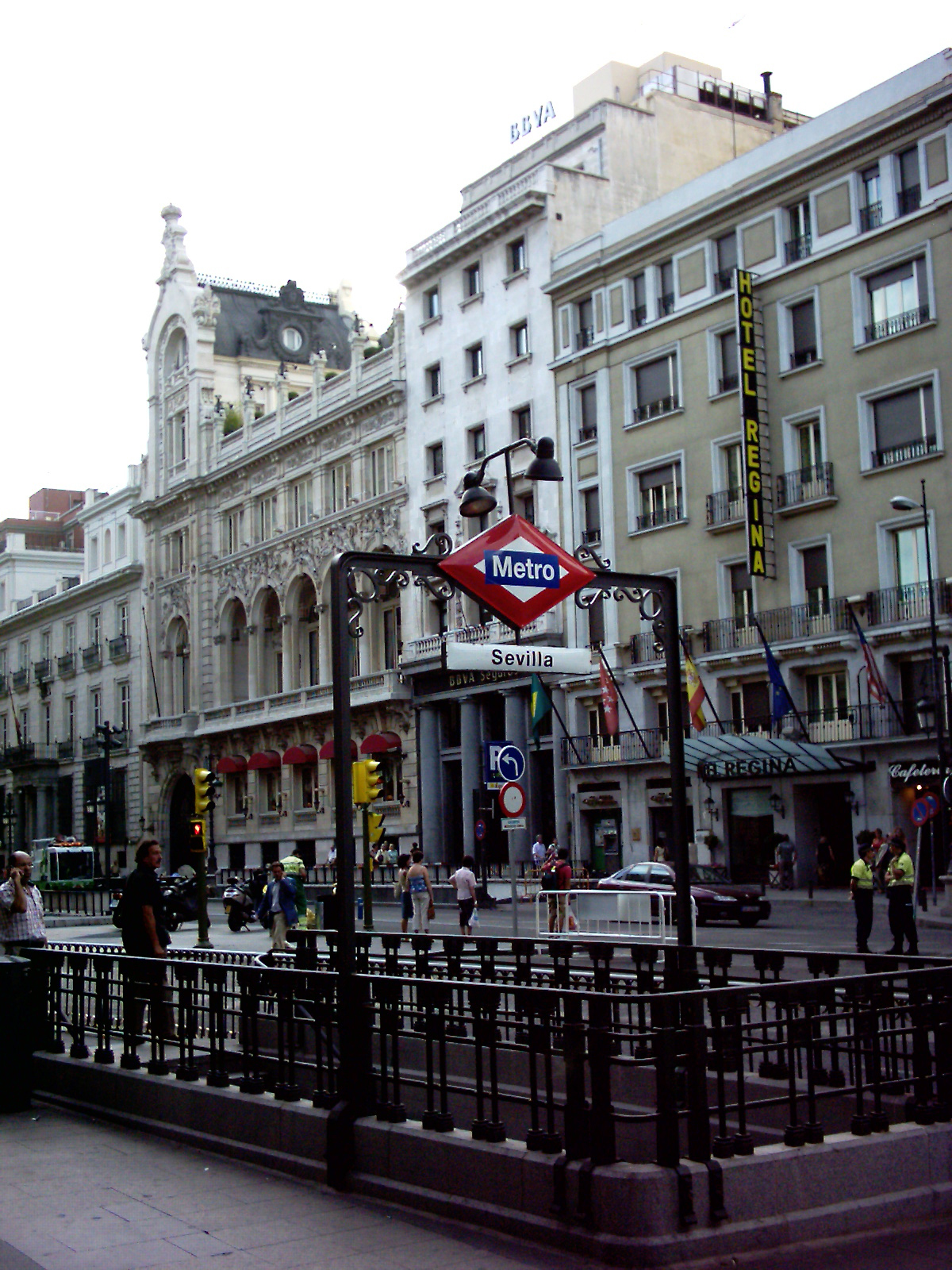
Bouche de métro "Sevilla", dessinée par Palacios, toujours en activité.

Le 31 mai 1871, le premier tramway à traction hippomobile entre en service, huit ans avant le premier tramway à vapeur.
Dans le centre-ville et autour de la gare de Puerta del Sol, le trafic de tramways et de voitures à chevaux est saturé.
En 1892, la construction d'un métro est proposée. Pedro García Faria obtient la concession d'un réseau de cinq lignes, pouvant transporter des voyageurs mais aussi des marchandises. Les lignes ne seront jamais construites.
Le réseau de tramway à chevaux en pleine croissance est électrifié à partir de 1906. Le dernier tramway à vapeur est retiré de la circulation en 1931.
En 1913, la population de Madrid est alors de 600 000 habitants. Les ingénieurs Miguel Otamendi, Carlos Mendoza et Antonio González Echarte, présentent un projet de réseau de métropolitain.
Celui-ci prévoit la construction de quatre lignes d'une longueur totale de 154 km dont l'itinéraire prévu correspond exactement à celui des lignes 1 à 4 actuelles. Miguel Otamendi dépose une demande de concession qui lui est accordée le 19 septembre 1916. Antonio Palacios est l'architecte qui dessine les principales gares et stations du métro jusqu'à sa mort en 1945.
Miguel Otamendi et ses partenaires ont du mal à réunir les capitaux nécessaires, malgré le soutien de la Banco Vizcaya. Le roi Alphonse XIII à titre personnel, suit avec grand intérêt le projet et vient au secours de l'entreprise en versant 1 million de pesetas.
Le 24 janvier 1917, la société Compañía Metropolitano Alfonso XIII (Compagnie métropolitaine Alphonse XIII) est créée avec un capital de 10 millions de pesetas.
Les travaux de construction commencent le 17 juillet de la même année,  retardés par le contexte de la guerre. De plus, aucune entreprise espagnole ou européenne n'est en mesure de livrer les moteurs électriques des automotrices. Ceux-ci doivent être achetés au métro parisien.

### La première ligne

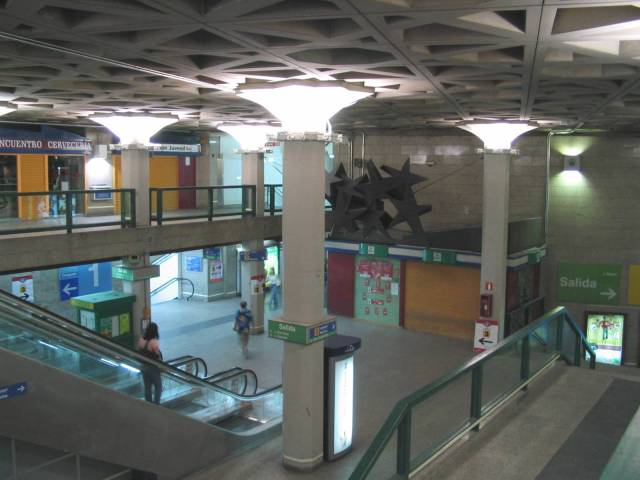
Sol, l'une des plus anciennes stations.

Le 17 octobre 1919, Alphonse XIII inaugure officiellement le premier tronçon de la ligne 1 d'une longueur de 4 kilomètres reliant Sol à Cuatro Caminos, située à l'époque à la limite de la ville et où se trouvait le dépôt.
L'exploitation commence deux semaines plus tard. Le nouveau moyen de transport connaît un grand succès. Deux ans plus tard, le premier prolongement est ouvert jusqu'à la station d'Atocha (renommée Estación del Arte en 2018) . En 1921, le premier escalator est installé. L'utilisation, au début, est payante.
Le premier tronçon de la ligne 2 entre Sol et l'arène de Las Ventas est inauguré le 14 juin 1924, suivi le 27 décembre 1925 par l'ouverture de la ligne R (Ramal) longue de 1,1 km entre Ópera et la gare du Nord (Estación del Norte, aujourd'hui Príncipe Pío).
La station est située dans la vallée de Manzanares, dans un creux prononcé et les rames à l'époque parcourent  lentement les rues pentues qui y conduisaient. La ligne R, malgré sa faible longueur, permet un gain de temps notable.
Après que le roi  quitte le pays en 1931 et que la deuxième république espagnole soit  proclamée, la compagnie de métro madrilène change de raison sociale en Compañia Metropolitano de Madrid.
La même année, elle installe le premier distributeur automatique de titres de transport. Le 17 septembre 1932, le tronçon Goya - Diego de León entre en exploitation. Il s'agit du premier tronçon de la ligne 4, exploité comme un embranchement de la ligne 2 jusqu'en 1958 et relié aux autres sections construites par la suite (Le tracé des voies des deux lignes, à la station Goya, avec des jonctions sur deux niveaux, est l'héritage de cette exploitation en embranchement).

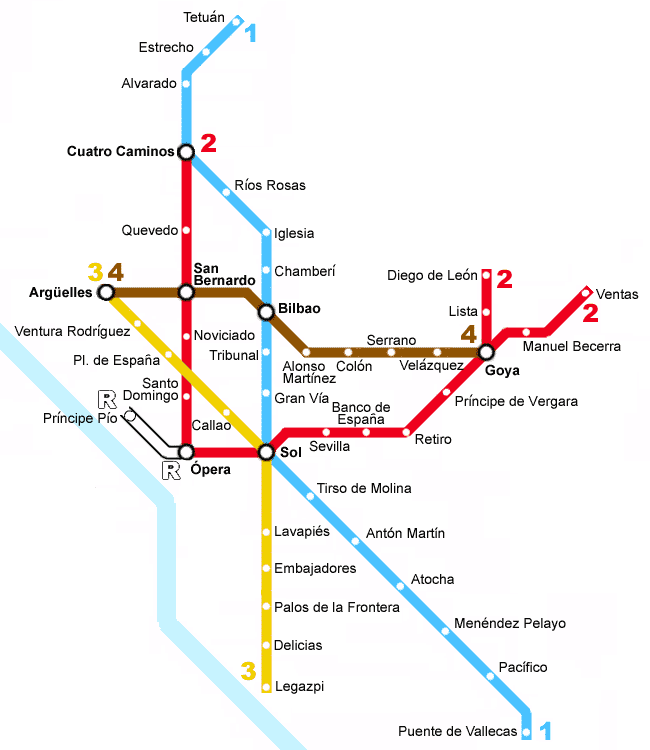
Plan du réseau en 1951.

Peu après le commencement de la guerre civile espagnole, le premier tronçon de la ligne 3 est inauguré entre Sol et Embajadores le 9 août 1936. Cinq jours plus tard, le trafic sur la ligne R doit être arrêté : la gare de Nord est pratiquement coupée de la zone qu'elle dessert par les combats, il n'y a plus de voyageurs.
Bien que durant les trois années suivantes les troupes de Franco assiègent Madrid, le fonctionnement du métro est assuré sans perturbation. Durant le siège de la ville, les rames de métro transportent  des cercueils et des cadavres vers les cimetières situés à l'est.
Le petit embranchement entre les stations Goya et Diego de León est parfois fermé et utilisé comme arsenal. Le 10 janvier 1938, dans ce lieu, une puissante explosion fait un nombre de victimes inconnu.
Après la conquête de Madrid le 28 mars 1939 par les troupes nationalistes, les employés socialistes et communistes sont congédiés et remplacés par des employés sympathisants. Quelques stations sont rebaptisées à la demande du régime phalangiste.
Dès juillet 1941 un agrandissement du réseau est réalisé.
En 1948 commence la suppression progressive du réseau de tramways, long de 140 km et le remplacement par des lignes d'autobus et de métro ; ce processus s'achève en 1972.
Avec la mise en service de la partie sud de la ligne 3 le 1er mars 1951, le réseau métropolitain atteint une longueur de 27,6 kilomètres.

### «Suburbanos» et trains à grand gabarit

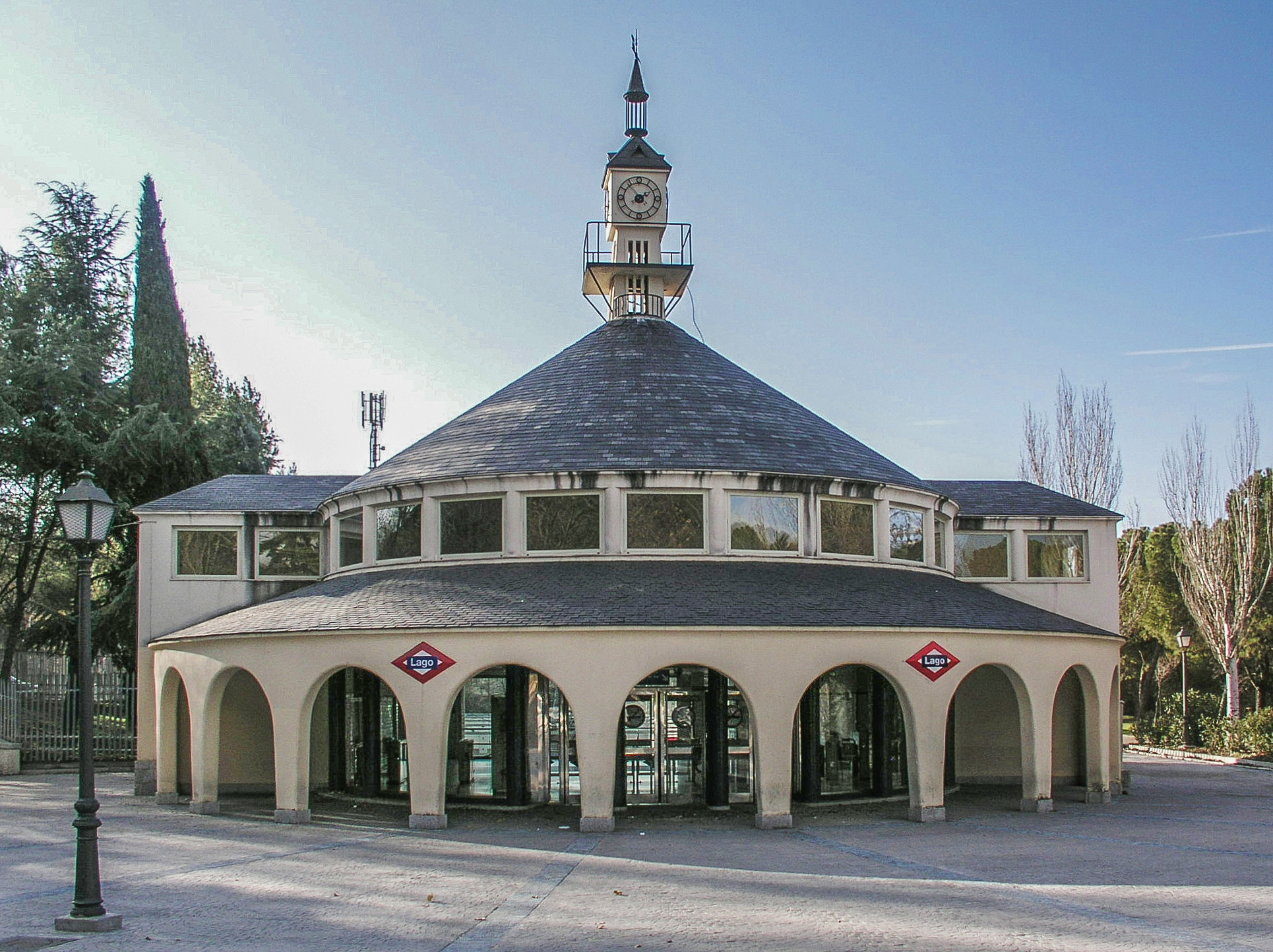
Lago, une des stations à faible profondeur (ligne 10).

En décembre 1951, le ministère des Travaux Publics publie un plan de développement des transports pour Madrid. À côté de 50 kilomètres de nouvelles lignes de métro figure pour la première fois la construction de tronçons en surface portant la longueur totale des nouvelles lignes à 60 kilomètres.
Les nouveaux Suburbanos (en français lignes de banlieue) doivent  être exploités avec des rames similaires à celles utilisées pour le métro souterrain mais avec une distance entre les stations  plus importante (jusqu'à 2 km au lieu d'une moyenne de 500 mètres)pour le réseau souterrain.
Malgré une croissance économique et un essor démographique considérable - durant les années 50, le nombre d'habitants étant passé de 1,7 à 2,6 millions - il faut attendre neuf ans pour que le réseau du métro s'agrandisse à nouveau.
Le premier et également le dernier „Suburbano - la ligne S, devenue la ligne 10 - qui rele la station Plaza de España à Carabanchel via Batán ouvre le 4 février 1961. Comme l'État a pour la première fois pris en charge les coûts de construction, cette ligne devient jusqu'en 1979 la propriété de la société nationale Ferrocarril Suburbano de Carabanchel (Chemins de fer de banlieue de Carabanchel). La gestion de l'entreprise est confiée dès le début à la compagnie de métro. Les quais ont une longueur de 90 mètres contrairement au reseau classique qui utilise des quais de 60 mètres,  afin de faire circuler des trains plus longs.    

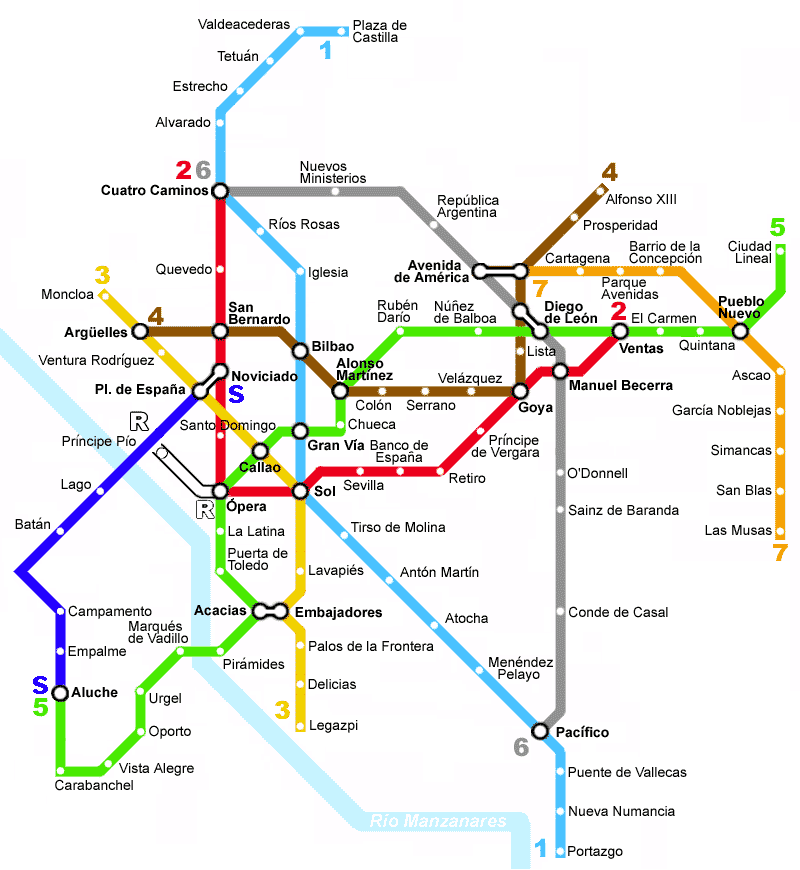
Plan du réseau en 1977.

En 1966, les quais de 60 m de la ligne 1 sont rallongés à 90 m. Le 21 mai de cette année, la station de Chamberí est fermée, car à la suite du rallongement, elle  se trouve à 230 mètres de la station Iglesia. Chamberi et Arroyo Fresno (sur la ligne 7) sont les seules fermetures de station ayant eu lieu sur le réseau de métro de Madrid. D'ailleurs, depuis le 24 mars 2008, la station de Chamberi a été rouverte en tant que Musée du Métro de Madrid.
Les plans publiés en 1951 ne sont pas mis en œuvre, en particulier pour les Suburbanos. Le plan de développement élaboré en 1961 par l'administration municipale reste également en partie sans suite.
La ligne 5 compte parmi les rares réalisations : le premier tronçon entre Callao et des Carabanchel est ouvert le 5 juin 1968. La ligne 5 est la dernière ligne à petit gabarit construite.
Le gouvernement approuve en 1967 un nouveau plan de développement  révisé en 1971 et mis à jour en 1974. Il prévoit la construction de nouvelles lignes correspondant au futur tracé des lignes 6, 7, 8, 9 et 10 (en partie pour cette dernière).
Pour pouvoir faire face au futur accroissement de la fréquentation, les lignes sont créées en utilisant un gabarit plus important. Le 17 juillet 1974, a lieu l'ouverture du premier tronçon  de la ligne 7 entre Pueblo Nuevo et Las Musas.

### Nationalisation

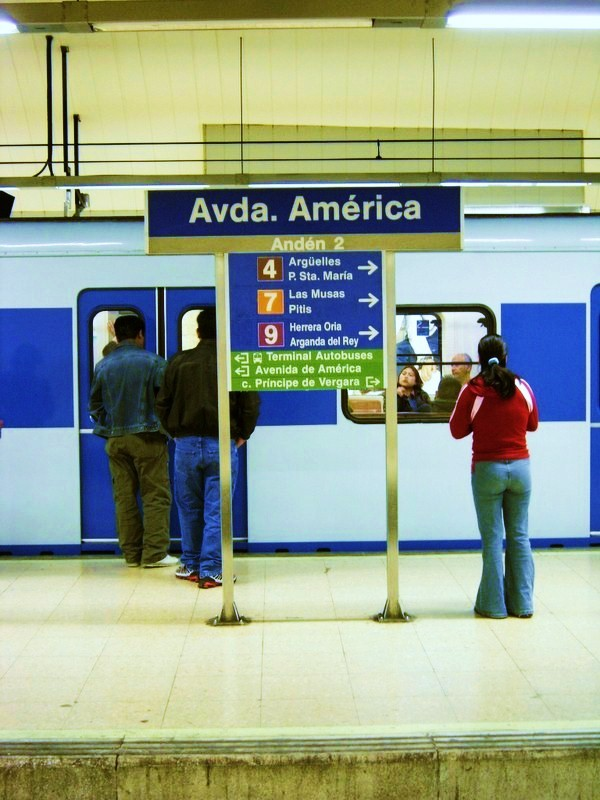
Sous l'Avenida de América se croisent 4 lignes (ici la ligne 6).

Les années 1970 se sont avérées difficiles pour le métro de Madrid sur le plan économique. En 1974, le métro est déficitaire pour la première fois. L'entreprise doit lutter  pour sa survie économique. Les tarifs augmentent ainsi que le déficit.
L'infrastructure commence à souffrir d'obsolescence, le vandalisme est en augmentation. Malgré l'ouverture de nouvelles lignes, financées par l'État, le nombre de voyageurs transportés recule. Avec le décès de Franco le 20 novembre 1975 une nouvelle ère s'ouvrit en Espagne.
Enfin le 7 juin 1978, le gouvernement place le Metro sous le contrôle direct du Ministère des Transports et transfère la gestion de l'entreprise à un conseil d'intervention. Le réseau a une longueur de  64,3 kilomètres.
Le 9 novembre 1979 la société de métro est nationalisée et  devient la propriété de la ville  et de la province de Madrid. La nationalisation permet de disposer de plus de moyens pour  l'amélioration de l'infrastructure et des mesures de sécurité ce qui se répercute positivement sur le nombre de voyageurs.
La tronçon Cuatro Caminos - Pacífico, première partie de la ligne 6 est inauguré le 11 octobre 1979. Le 31 janvier 1981, les trains roulent pour la première fois sur la nouvelle ligne 9 entre Sainz de Baranda et Pavones. Enfin, le 10 juin 1982, est ouvert le premier tronçon de la ligne 8 (aujourd'hui partie  nord de la ligne 10) de Nuevos Ministerios à Fuencarral ; cette ligne  passe par la station Stade Santiago Bernabéu qui est ouvert trois jours avant le début du championnat du monde de football de 1982. 

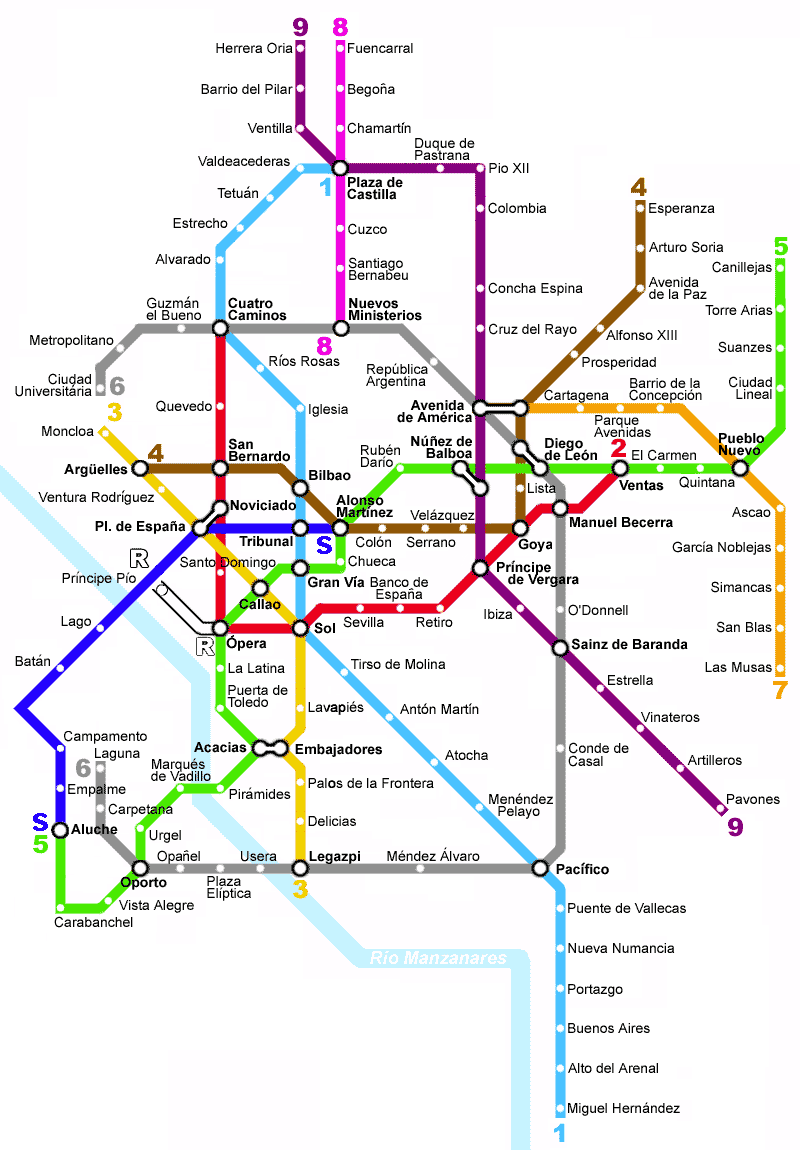
Plan du réseau en 1994.

Avec l'ouverture du tronçon Plaza Castilla - Herrera Oria de la ligne 9, le réseau du métro de Madrid atteint le 3 juin 1983 une longueur de 100 kilomètres. Ce tronçon est dans un premier temps coupé du reste de la ligne 9 et exploité comme une ligne isolée, sous la dénomination de ligne 9b, jusqu'en 1986, date de son rattachement au reste du réseau.
Le 16 décembre 1985 est créée la société de droit public Consorcio de Transportes de Madrid réunissant tous les transports publics de la capitale. Le 31 décembre 1986 la ville et la région de Madrid transférèrent tous leurs actifs au nouveau consortium dont le Metro devint désormais la filiale.
En 1989, 70 ans après l'ouverture de la première ligne, la compagnie de Métro est rebaptisée en Metro de Madrid SA. Le réseau s'étend et atteint en avril 1994 une longueur de 114,4 kilomètres.

### Une expansion exceptionnelle
En 1993, le Consorcio Regional de Transportes définit un nouveau plan de développement plus ambitieux que les plans précédents. L'objectif est que chaque habitant soit au maximum à 600 mètres de la station la plus proche (à cette époque ce n'était le cas que de 70 % des habitants).
De plus le RER Cercanías doit être développé pour assurer une meilleure connexion avec le réseau du métro. En 1995 le Parti Populaire fait du métro un de principaux objectif pour les élections au Parlement Régional et obtient la majorité absolue en promettant de développer le réseau plus vite que lors de la législature précédente du PSOE.
Pour limiter au maximum les coûts, un nouveau modèle économique est défini. La responsabilité du financement est transférée à une société Arpegio. Comme celle-ci est la propriété du gouvernement régional, elle dispose de vastes réserves foncières qui sont apportées en garantie aux banques.
Dès qu'un quartier est desservi par une nouvelle ligne de métro, le prix du terrain augmente ce qui permet de financer une grande partie du projet. Les travaux sont coordonnés par un responsable de chantier qui en rend directement compte au Parlement Régional.
Le développement du métro de Madrid est le plus grand chantier de travaux publics de la seconde moitié des années 1990 en Europe et dépassé en taille seulement par la construction du métro de Séoul. Les coûts sont relativement restreints. Ils  sont établis en moyenne à 31 millions d'euros par kilomètre (hors coût d'acquisition du matériel ferroviaire).
À titre de comparaison, à la même époque, le prolongement de la ligne du Jubilée à Londres a un coût kilométrique 10 fois plus élevé. Dans la ville de Madrid, il y a jusqu'à 6 tunneliers en fonction en même temps. Un des tunneliers de la société Mitsubishi établit un nouveau record mondial en forant 792 mètres de tunnel en un mois.

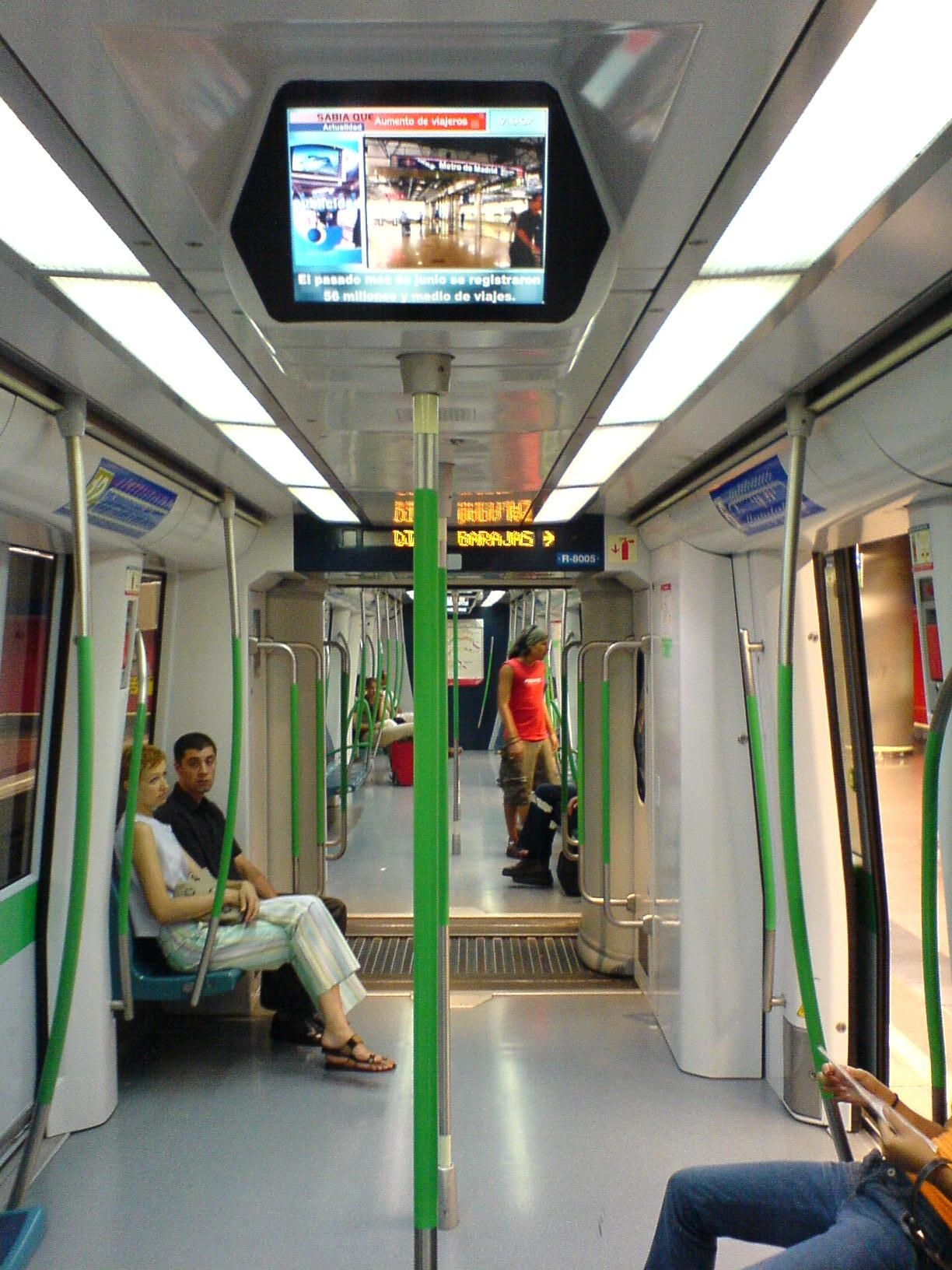
Intérieur d'une rame de la ligne 8.

En mai 1995, le tronçon Ciudad Universitaria – Laguna acheve la boucle de la ligne 6 qui depuis fonctionne comme une ligne circulaire autour du centre-ville. Avec 500 000 voyageurs quotidiens, c'est la ligne la plus fréquentée du métro de Madrid. À la gare Príncipe Pío où seule la ligne R aboutit, est construite une station de métro de correspondance importante où se croisent désormais 3 lignes de métro et 2 lignes des Cercanias.
Le 22 janvier 1998, la ligne S est prolongée jusqu'à Nuevos Ministerios et connectée avec la partie Nord de la ligne 8 pour former la ligne 10. Le 14 juin 1998, le roi Juan Carlos inaugure la ligne conduisant à l'aéroport de Barajas, qui devient la nouvelle ligne 8.
Le 16 novembre de la même année, le premier tronçon de la ligne 11 entre en exploitation. Le 7 avril 1999, le métro de Madrid franchit pour la première fois les limites de la ville avec le prolongement de la ligne 9 jusqu'à Arganda del Rey.
Dans les années 1998/99, la ligne 7 est construite en quatre étapes augmentant de deux fois et demi sa longueur et  la faisant passer du statut d'antenne isolée à la ligne est-ouest la plus importante du réseau.
À la suite du prolongement de la ligne 10 jusqu'à Colonia Jardín le 22 octobre 2002, la ligne 5 intégra le tronçon Casa de Campo - Aluche de l'ancien Suburbano.
Le 11 avril 2003, 47 kilomètres de lignes de métro nouvelles, une première en Europe, sont inaugurées. Cet agrandissement comportait le prolongement de la ligne 10 jusqu'à Puerta del Sur dans la ville de Alcorcón, ainsi que l'ensemble de la ligne 12 Metrosur qui relie Alcorcón avec Móstoles, Fuenlabrada, Getafe et Leganés.
Le 21 avril 2025, trois ans après le lancement du chantier, la ligne 3 est prolongée jusqu'à El Casar, offrant à la ligne 12 circulaire une nouvelle correspondance avec le reste du réseau.

## Le réseau actuel
Le réseau du métro de Madrid est long de 294 kilomètres et comprend 13 lignes et 301 stations. L'écartement des voies est de 1 445 millimètres (soit 10 millimètres de plus que l'écartement international).
Le métro circule en souterrain, à l'exception de 3 tronçons en surface :
- le tronçon Puerta de Arganda – Arganda del Rey sur la ligne 9
- le tronçon Lago – Casa de Campo sur la ligne 10
- la tronçon Eugenia de Montijo - Campamento sur la ligne 5.

Le métro de Madrid comprend 2 types de ligne : 
- Des lignes à petit gabarit (lignes 1 à 5, ainsi que la ligne R). Sur ces lignes, les tunnels font 6,86 mètres de largeur et 5,36 mètres de haut. Ils sont d'une faible profondeur et suivent en général le tracé des rues.
- Des lignes à grand gabarit (lignes 6 à 12). Les tunnels font 7,74 mètres de large et 6,87 mètres de haut et sont souvent d'une grande profondeur ce qui a permis l'emploi de tunneliers pour construire les lignes à partir de 1990, dont le diamètre a été alors porté à 8,07 mètres. La station la plus profonde est Cuatro Caminos, située sur la ligne 6, à 49 mètres de profondeur.

Dans l'ensemble du réseau, le rayon minimum des courbes est de 90 mètres et la pente maximum de 5 %. Les rails sont de 54 kg par mètre. Ils sont posés sur une plate forme en béton lorsque le rayon de courbure est réduit à 90 mètres, ainsi que dans les stations.

### Réseau métro

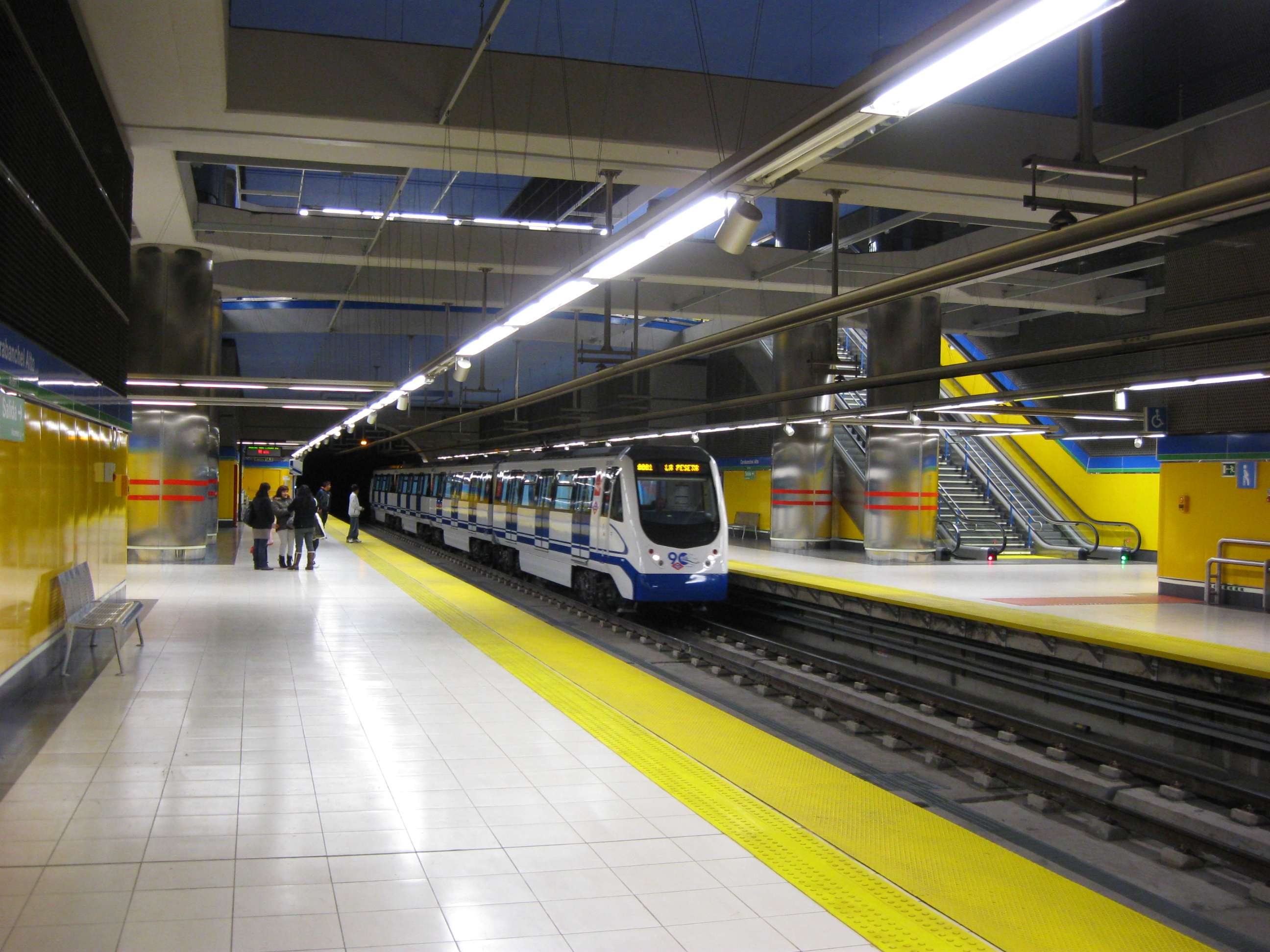
Ligne 11 du métro de Madrid

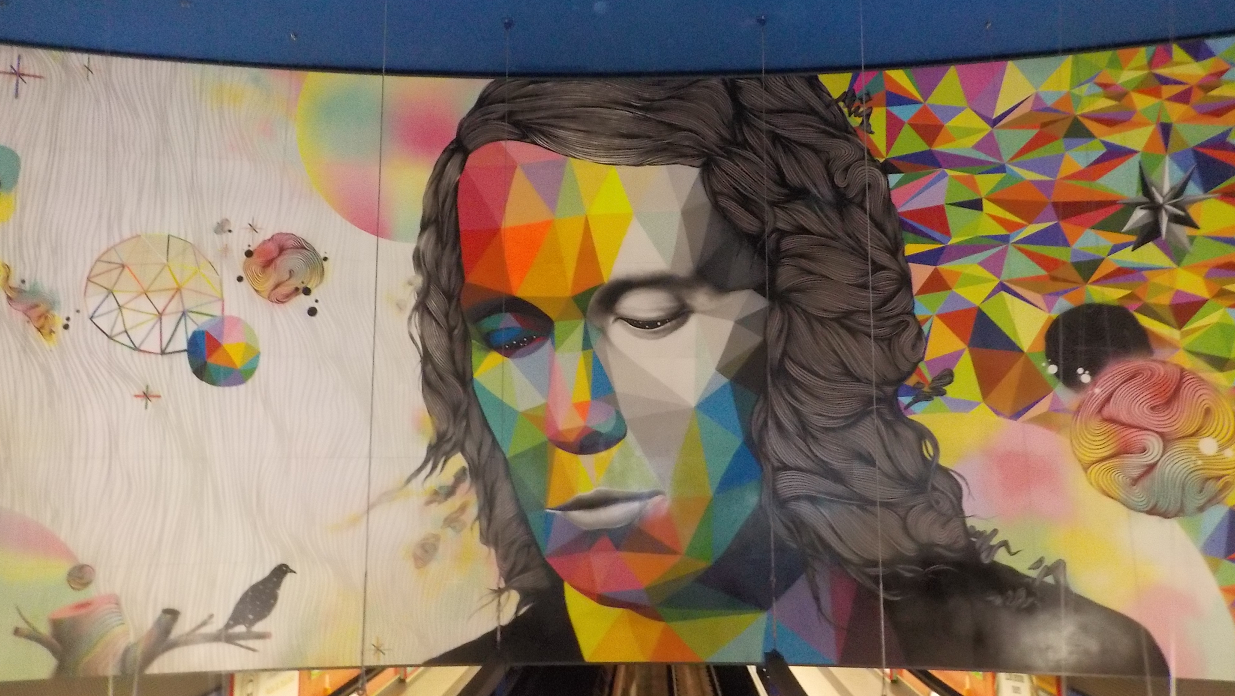
Ligne 9 du métro de Madrid

| Ligne | Terminus                                | Ouverture | Longueur | Gabarit | Stations | Longueur des quais |
| ----- | --------------------------------------- | --------- | -------- | ------- | -------- | ------------------ |
|       | Pinar de Chamartín ↔ Valdecarros        | 1919      | 23,9 km  | petit   | 33       | 90 m               |
|       | Las Rosas ↔ Cuatro Caminos              | 1924      | 14,1 km  | petit   | 20       | 60 m               |
|       | Villaverde Alto ↔ El Casar              | 1936      | 19,0 km  | petit   | 19       | 90 m               |
|       | Argüelles ↔ Pinar de Chamartín          | 1944      | 16 km    | petit   | 23       | 60 m               |
|       | Alameda de Osuna ↔ Casa de Campo        | 1968      | 23,2 km  | petit   | 32       | 90 m               |
|       | Circular (ligne circulaire)             | 1979      | 23,5 km  | grand   | 28       | 115 m              |
|       | Hospital del Henares ↔ Pitis            | 1974      | 32,9 km  | grand   | 30       | 115 m              |
|       | Nuevos Ministerios ↔ Aeropuerto T4      | 1998      | 16,5 km  | grand   | 8        | 115 m              |
|       | Paco de Lucía ↔ Arganda del Rey         | 1980      | 39,5 km  | grand   | 29       | 115 m              |
|       | Hospital Infanta Sofía ↔ Puerta del Sur | 1961      | 36,5 km  | grand   | 31       | 115 m              |
|       | Plaza Elíptica ↔ La Fortuna             | 1998      | 8,5 km   | grand   | 7        | 115 m              |
|       | Metrosur (ligne circulaire)             | 2003      | 41 km    | grand   | 28       | 115 m              |
|       | Ópera ↔ Príncipe Pío                    | 1925      | 1,1 km   | petit   | 2        | 60 m               |
| TOTAL | TOTAL                                   | —         | 293,1 km | —       | 289      | —                  |

### Réseau métro léger

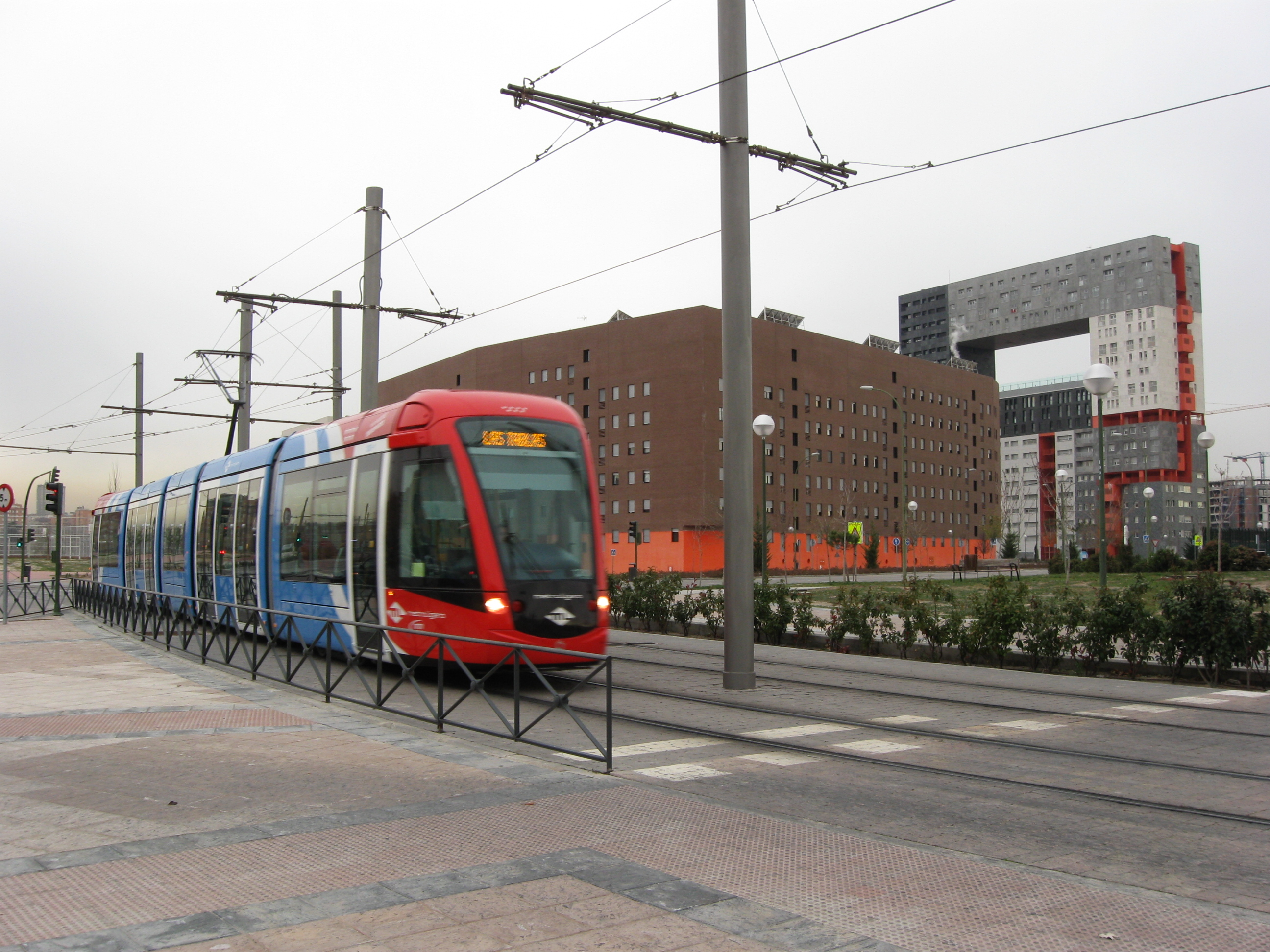
Ligne 1 du métro léger de Madrid

| Ligne | Terminus                             | Ouverture | Longueur | Stations | Longueur des quais |
| ----- | ------------------------------------ | --------- | -------- | -------- | ------------------ |
|       | Pinar de Chamartín ↔ Las Tablas      | 2007      | 5,4 km   | 9        | 45 m               |
|       | Colonia Jardín ↔ Estación de Aravaca | 2007      | 8,7 km   | 13       | 45 m               |
|       | Colonia Jardín ↔ Puerta de Boadilla  | 2007      | 13,7 km  | 16       | 45 m               |
| TOTAL | TOTAL                                | —         | 27,8 km  | 38       | —                  |

## Exploitation

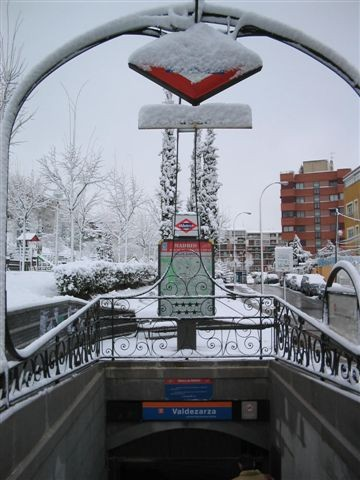
Entrée de la station Valdezarza (ligne 7) ; lors des chutes de neige, le fonctionnement du réseau largement souterrain est peu perturbé.

### Horaires et particularités du réseau
Le métro de Madrid fonctionne quotidiennement de 6h à 1h30 du matin, cependant certaines stations ont des horaires spéciaux. L'intervalle entre les trains est variable d'une ligne à une autre. En règle générale, il est de 2 à 4 minutes aux heures de pointe, de 4 à 7 minutes et demie en journée et de 15 minutes après minuit.
Il existe 6 dépôts qui comportent tous des ateliers d'entretien. Ils se situent aux stations Cuatro Caminos, Cuatro Vientos, Herrera Oria, Fuencarral, Loranca et Ventas. Le plus grand atelier d'entretien, utilisé pour les rames à petit comme à grand gabarit, se situe sur un terrain de 30 hectares situé entre Canillejas et Las Musas, qui sont les 2 dernières stations de la branche est des lignes 5 et 7. L'atelier est relié à ces lignes.
Sur toutes les lignes, le courant est fourni à la tension de 600 volts (courant continu) sauf sur les lignes 10 et 12 où la tension est de 1 500 volts.
Le courant est régulé par 83 sous-stations qui sont pilotées depuis la station Quevedo. L'ensemble de la circulation est contrôlé depuis un centre de régulation installé à la station Alto del Arenal.
Trois lignes ont un mode de fonctionnement particulier :
La ligne R' (pour Ramal, en français branche) fait 1,1 km de long. Elle est desservie par deux rames de 4 wagons qui font la navette entre les stations Opera et Principo Pio. La ligne comporte 2 voies mais il n'y a qu'un seul quai dans chacune des stations, les trains se croisent en cours de route. L'une des stations comporte une voie de garage qui permet aux heures creuses de n'exploiter la ligne qu'avec un seul train.
La ligne 9 circule en surface sur 18 km. Elle utilise entre les stations Puerta de Arganda et Arganda del Rey une ancienne ligne utilisée pour le trafic marchandise qui comporte uniquement 3 stations intermédiaires.
Lorsque le bâti se sera densifié, de nouvelles stations seront construites. Malgré une fréquence réduite, un changement de train est opéré à Puerta de Arganda. En dehors de Madrid, des rames de 3 éléments circulent avec une fréquence réduite. Les voyageurs qui veulent entrer en ville doivent changer de train.
La partie de la ligne située en dehors de l'agglomération appartient à la société Transportes Ferroviarios de Madrid, dont sont actionnaires le métro de Madrid et plusieurs autres entreprises. La ligne doit revenir à la communauté autonome de Madrid en 2028 à l'échéance de la concession actuelle.
La ligne 12, dite MetroSur (en français : « Métro du Sud »), est située dans son intégralité à l'extérieur de l'agglomération madrilène. Elle relie par un trajet circulaire les villes périphériques de Alcorcón, Fuenlabrada, Getafe, Leganés et Móstoles. Elle est connectée au reste du réseau par les ligne 3 et 10 et en correspondance avec trois lignes des Cercanías. Bien que le trajet de la ligne traverse actuellement des zones dépourvues de construction, elle est complètement souterraine afin de ne pas gêner la future extension de l'agglomération madrilène.
La vitesse de pointe des rames est de 80 km/h et atteint même 100 km/h sur le tronçon de surface de la ligne 9.

### Tarification

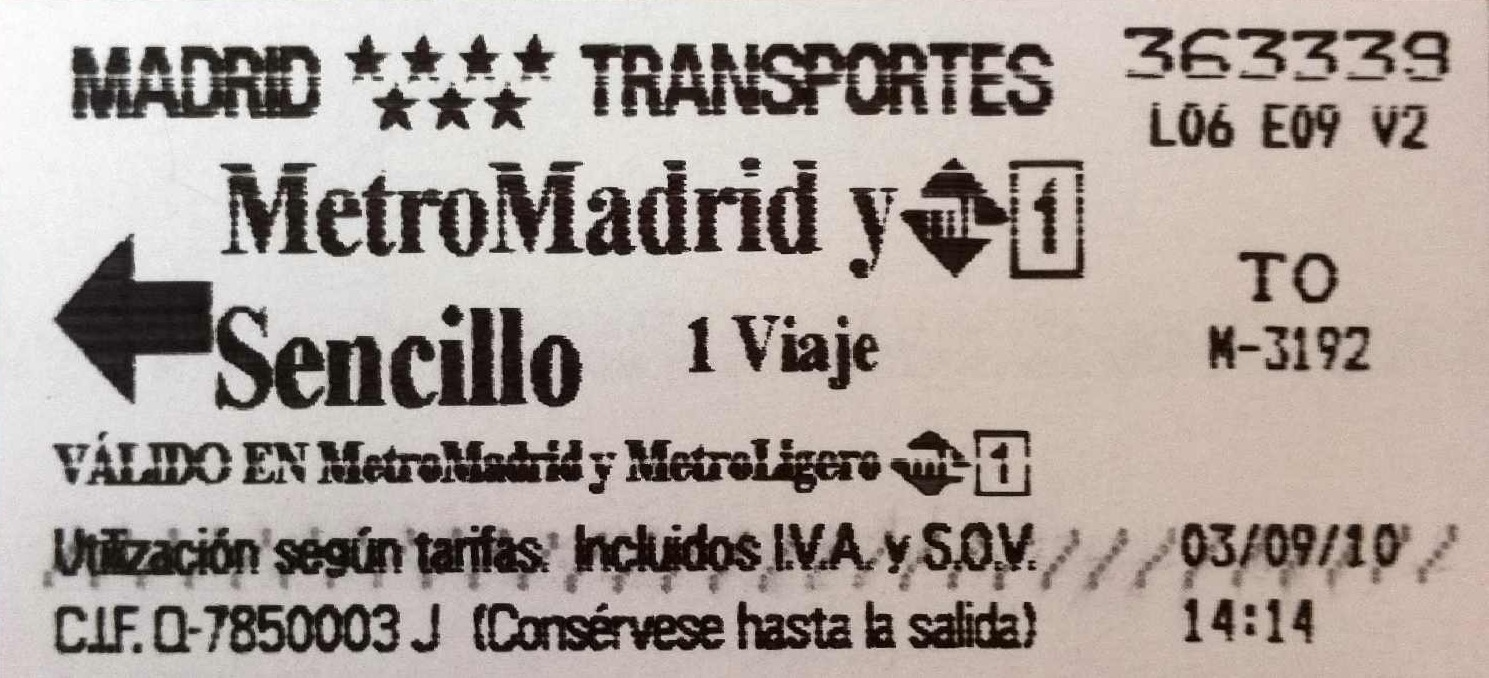
Un billet simple, ancien titre de transport du Metro de Madrid

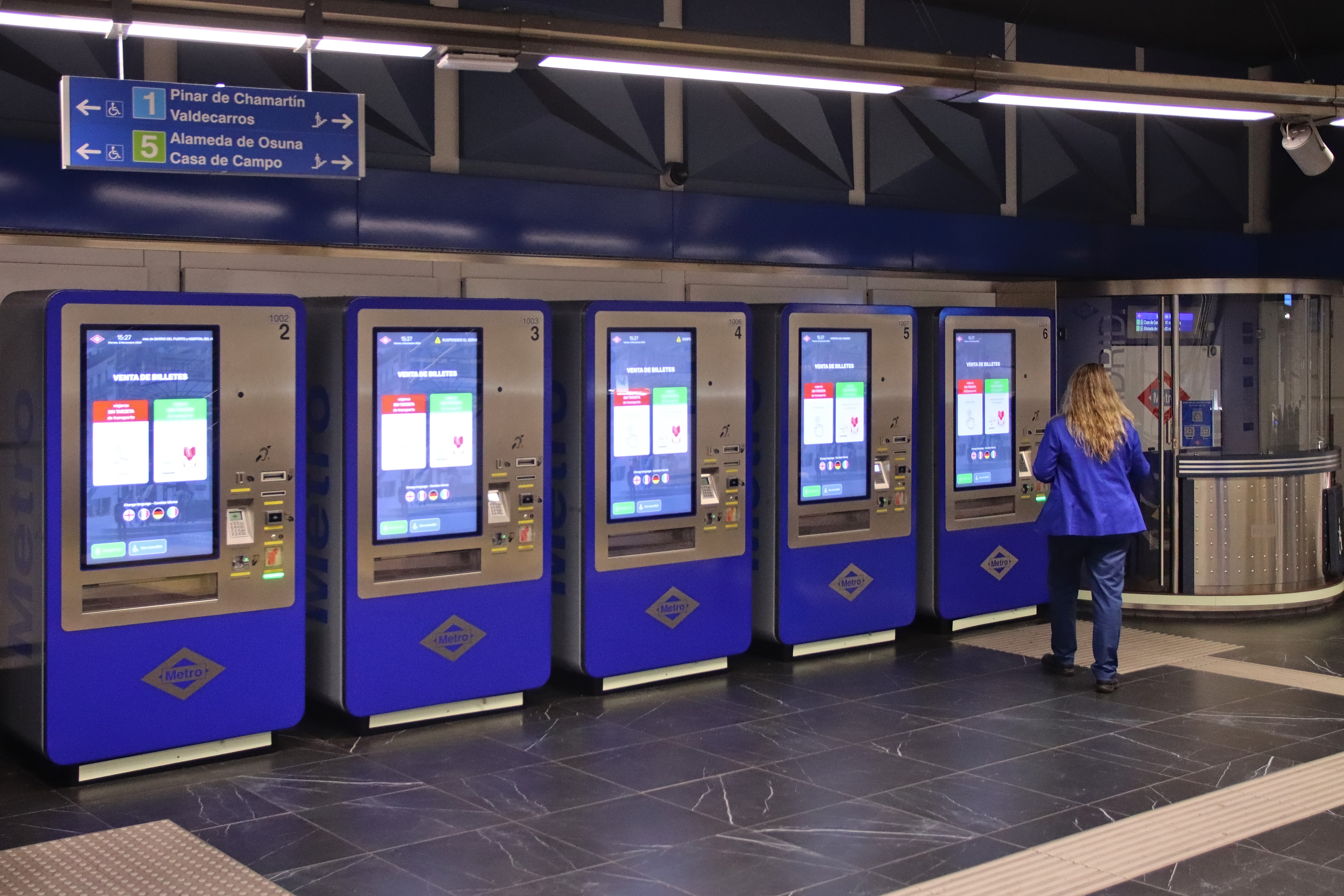
Machine automatique vente de titres de transport sur la multi

Dans le réseau du métro de Madrid nous retrouvons les suivants tarifs et titres de transport :
| Titre de transport   | Utilisation | Validité                                                                                   | Prix    |
| -------------------- | ----------- | ------------------------------------------------------------------------------------------ | ------- |
| Sencillo Combinado   | 1 voyage    | tout le réseau                                                                             | 2 €     |
| Sencillo MetroMadrid | 1 voyage    | stations de la zone tarifaire A                                                            | 1,5 €   |
| Sencillo TFM         | 1 voyage    | Puerta de Arganda – Arganda del Rey                                                        | 1,5 €   |
| Sencillo MetroSur    | 1 voyage    | Joaquín Vilumbrales – Puerta del Sur                                                       | 1,5 €   |
| Sencillo MetroNorte  | 1 voyage    | La Granja – Hospital Infanta Sofía                                                         | 1,5 €   |
| Sencillo MetroEste   | 1 voyage    | Barrio del Puerto – Hospital del Henares                                                   | 1,5 €   |
| Sencillo ML2         | 1 voyage    | Ligne 2 du métro léger de Madrid                                                           | 1,5 €   |
| Sencillo ML3         | 1 voyage    | Ligne 3 du métro léger de Madrid                                                           | 1,5 €   |
| 10 viajes combinado  | 10 voyages  | l'ensemble des réseaux Metro de Madrid et Metro Ligero (tramways)                          | 15,00 € |
| Metrobús             | 10 voyages  | stations de la zone tarifaire A réseau de bus de la EMT (Empresa Municipal de Transportes) | 9,30 €  |
| 10 Viajes TFM        | 10 voyages  | Puerta de Arganda – Arganda del Rey                                                        | 9,30 €  |
| 10 Viajes MetroSur   | 10 voyages  | Joaquín Vilumbrales – Puerta del Sur                                                       | 9,30 €  |
| 10 Viajes MetroNorte | 10 voyages  | La Granja – Hospital Infanta Sofía                                                         | 9,30 €  |
| 10 Viajes MetroEste  | 10 voyages  | Barrio del Puerto – Hospital del Henares                                                   | 9,30 €  |
| 10 Viajes ML Oeste   | 10 voyages  | Il ne permet pas les correspondances.                                                      | 9,30 €  |

L'Aéroport international de Madrid-Barajas est desservi directement par la ligne 8 du Métro de Madrid, cependant pour pouvoir entrer ou sortir des stations Aeropuerto T1-T2-T3 et Aeropuerto T4 il faut payer un supplément aéroportuaire de 3 € qui est vendu séparément, aussi bien aux porteurs de tout titre de transport simple, comme pour ceux porteurs de billets carnet de dix titres de transport. Seuls les usagers porteurs de l'abonnement de transports de la communauté de Madrid ou de l'abonnement touristique sont dispensés de payer ce supplément.

## Stations

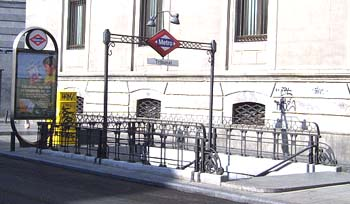
Entrée de la station Tribunal.

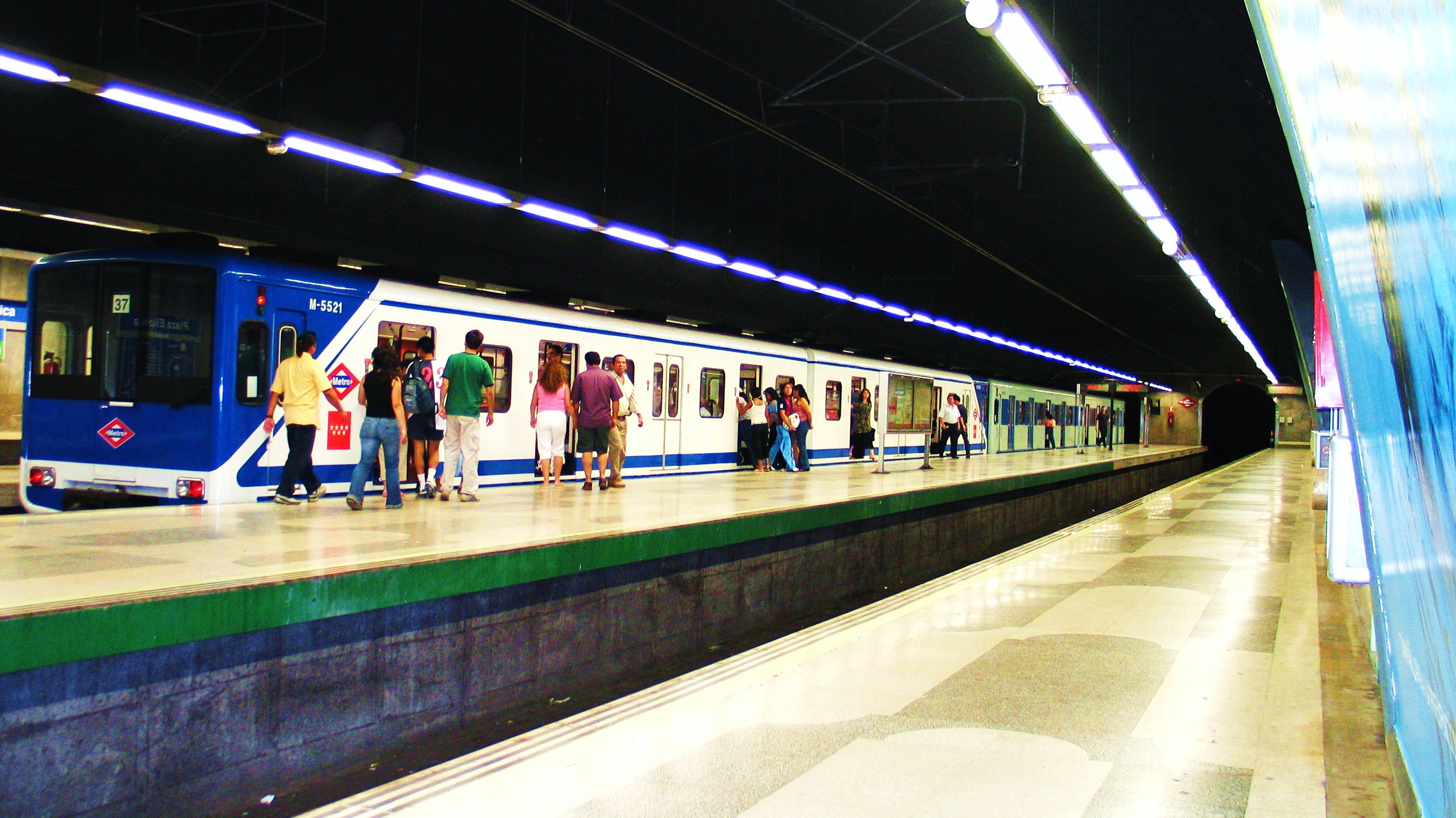
La solution espagnole : le quai central est réservé aux personnes sortant des wagons, le quai latéral aux personnes montantes.

Les stations ont une longueur variable d'une ligne à l'autre. Les stations des lignes à petit gabarit 1, 3 et 5 ont une longueur de 90 mètres, celles des lignes 2, 4 et R ont une longueur de 60 mètres. Les stations des lignes à grand gabarit ont toutes une longueur de 115 mètres. Plusieurs stations à 2 voies disposent d'un quai central et de 2 quais latéraux ; ainsi les flots des voyageurs montants et descendants peuvent être séparés (c'est la solution dite "à l'espagnole").
Dans 37 des 318 stations il existe une correspondance avec une autre station de métro ; dans 19 stations il existe une correspondance avec une ligne des Cercanías (trains de banlieue).
Les correspondances ne sont pas toujours conçues de manière idéale : il est parfois nécessaire de parcourir de longs couloirs (le cas de Nuevos Ministerios) ou d'emprunter plusieurs escalators (le cas de Cuatro Caminos). Casa de Campo et Príncipe Pío sont les seules stations où la correspondance se fait quai à quai.
94 stations (en janvier 2006) répondent aux normes d'accessibilité et sont équipées de rampes et d'ascenseurs adaptés. C'est essentiellement le cas des stations des lignes construites après 1994 et celles reformées après cette date-là. La plupart des stations à petit gabarit ne sont pas accessibles aux personnes en fauteuil roulant à quelques exceptions près.

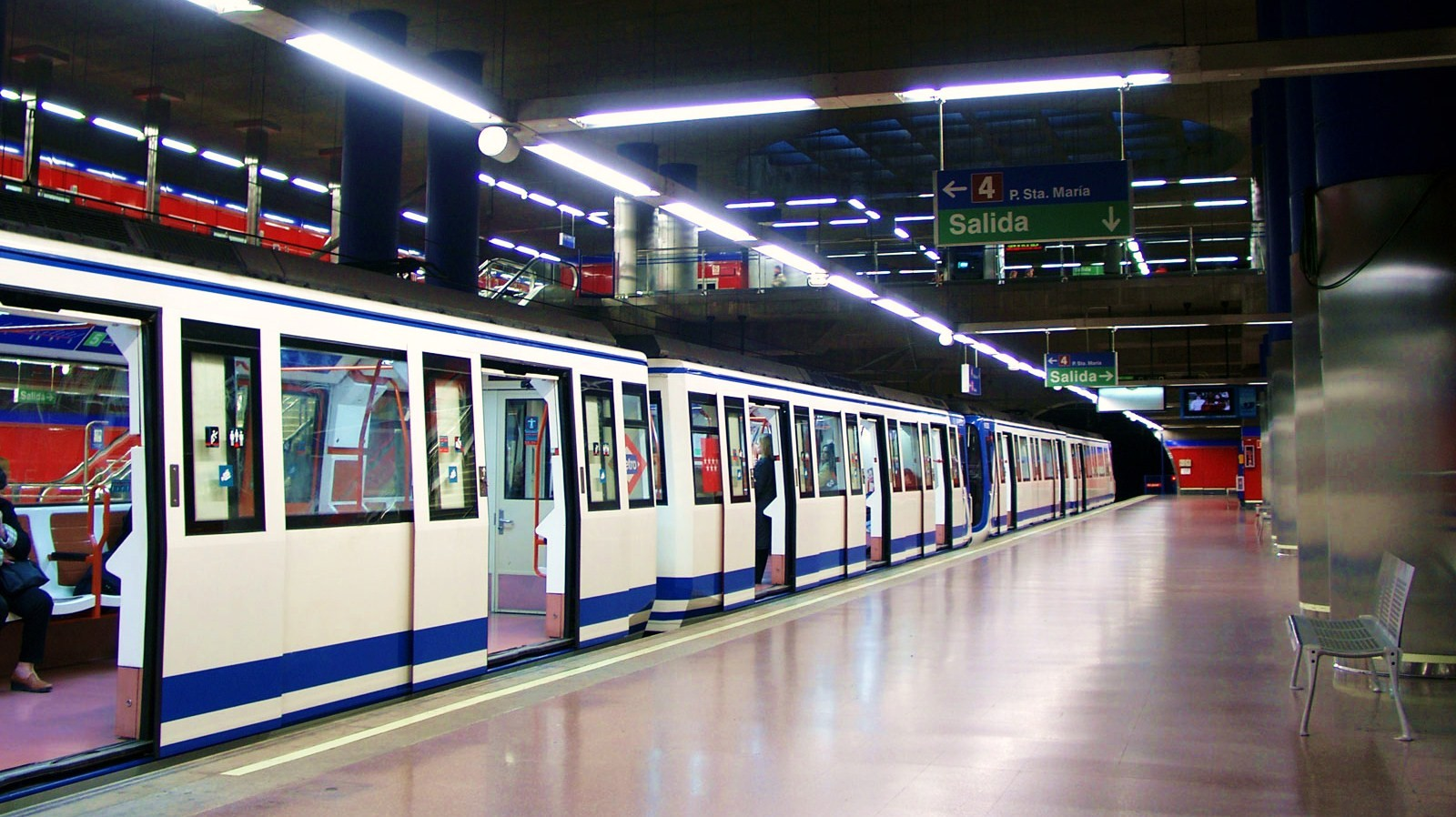
Rame à petit gabarit de la ligne 4 à la station Mar de Cristal.

Le sol et les murs des stations sont carrelés. Dans les stations construites à partir de 1980 (aprox.), les parois sont recouvertes de granit et de marbre et dans celles construites à partir de 1995 et celles aménagées depuis 1995, les murs sont recouverts de carreaux plastiques colorés.
La plupart des stations disposent d'un distributeur automatique de titres de transport, d'un guichet d'information et de magasins. Seulement les stations de la ligne 3 n'ont plus de guichet et ont augmenté la quantité de distributeurs automatiques.
Les passagers qui se rendent à l'aéroport, peuvent déposer leurs bagages à la station Nuevos Ministerios.

## Matériel roulant

### Matériel roulant actuel
| Série | Série | Série | Livraison | Constructeur           | Gabarit | Nombre | Voitures    | Lignes |
| ----- | ----- | ----- | --------- | ---------------------- | ------- | ------ | ----------- | --- |
| 2000  | 2000A |       | 1985      | CAF MACOSA AEG ABB     | Petit   | 232    | 2           | Ligne 1 du métro de Madrid |
| 2000  | 2000B |       | 1997      | CAF Adtranz Bombardier | Petit   | 232    | 2           | Ligne 5 du métro de Madrid |
| 3000  | 3000  |       | 2006-2010 | CAF Bombardier Siemens | Petit   | 90     | 4 ( ) 6 ( ) | Ligne 2 du métro de Madrid · Ligne 3 du métro de Madrid · Ligne 4 du métro de Madrid · Ligne 5 du métro de Madrid · Ligne R du métro de Madrid    |
| 5000  | 5000  |       | 1974-1993 | CAF                    | Grand   | 190    | 6           | Ligne 6 du métro de Madrid |
| 6000  | 6000  |       | 2002-2003 | CAF Alstom             | Grand   | 44     | 2 à 3       | Ligne 9 du métro de Madrid |
| 7000  | 7000  |       | 2002      | AnsaldoBreda           | Grand   | 37     | 6           | Ligne 7 du métro de Madrid · Ligne 9 du métro de Madrid · Ligne 10 du métro de Madrid · Ligne 11 du métro de Madrid · Ligne 12 du métro de Madrid |
| 8000  | 8000  |       | 2000-2014 | CAF Alstom             | Grand   | 94     | 3 à 6       | Ligne 6 du métro de Madrid · Ligne 8 du métro de Madrid · Ligne 10 du métro de Madrid · Ligne 11 du métro de Madrid · Ligne 12 du métro de Madrid |
| 9000  | 9000  |       | 2006      | AnsaldoBreda           | Grand   | 53     | 6           | Ligne 7 du métro de Madrid · Ligne 9 du métro de Madrid · Ligne 10 du métro de Madrid · Ligne 11 du métro de Madrid · Ligne 12 du métro de Madrid |

Presque toutes les rames à petit gabarit font partie de la série 2000 : elles font 2,30 mètres de large et ont été fabriquées par le fabricant de matériel ferroviaire CAF. Alors que la série 2000-A a été livrée de 1984 à 1993, la série 2000-B a commencé à être livrée à compter de 1998. Depuis fin 2005, de nouvelles rames de la série 3000 sont introduites sur le réseau et succèdent à la série 2000.
La série 6000 fut construite de 1988 à 1999 par un groupement constitué par CAF, GEC-Alsthom, Adtranz et Siemens. En 2002, le métro de Madrid a encore réceptionné quelque wagons intermédiaires non motorisés de cette série.
À partir de 2002, des rames de séries 7000 et 8000 sont livrées. Les premières ont été construites par Ansaldo-Breda, les dernières par CAF, Alsthom et Siemens. Ces rames présentent la particularité de disposer d'une inter-circulation d'un bout à l'autre de la rame. Dans les rames de la série 8000 de la ligne 8 desservant l'aéroport, le nombre de places est réduit au profit de casiers à bagages.
En 2004, le métro de Madrid possède 1 550 véhicules dont 718 à petit gabarit et 832 à grand gabarit.
Après avoir revendu 36 rames de la série 5000 au Métro de Buenos Aires en 2011 et 2012, le réseau a revendu en 2013 73 véhicules de la série 6000 pour 28 millions d'euros, toujours au réseau argentin.

### Matériel roulant retiré du service
| Série      | Livraison   | Suppression | Constructeur                       | Gabarit | Nombre | Voitures | Photo |
| ---------- | ----------- | ----------- | ---------------------------------- | ------- | ------ | -------- | ----- |
| Classiques | 1919 - 1964 | 1990        | Carde y Escoriaza, Euskalduna, CAF | Petit   | 162    | 2        |       |
| 300        | 1960 - 1982 | 2002        | CAF                                | Petit   | 52     | 2        |       |
| 1000       | 1965 - 1973 | 2002        | CAF                                | Petit   | 104    | 2        |       |

## Développements futurs

Schéma du réseau prolongé.

- En mars 2020, le département des Transports indique que la ligne 5 sera prolongée depuis son terminus de Alameda de Osuna jusqu'à Aeropuerto T1-T2-T3, opérant la jonction avec la ligne 8 et donnant un second accès à l'aéroport Adolfo Suárez Madrid-Barajas[8]. Le gouvernement régional annonce en février 2025 un démarrage des travaux au printemps avec un objectif de mise en service à la fin de l'année 2027 ou au début de l'année 2028[9].
- En décembre 2020, le département des Transports présente son projet d'extension de la ligne 11 qui deviendra à terme une grande ligne diagonale, unissant Cuatro Vientos (sur la ligne 10) — grâce à une prolongation à partir de La Fortuna — à Valdebebas en passant par l'aéroport (prolongation depuis Plaza Elíptica), soit 25 kilomètres de voies nouvelles[10]. La première phase du prolongement, dont les travaux commencent le 1er novembre 2022 et doivent s'achever en 2026[11], reliera Plaza Elíptica à Conde de Casal (ligne 6) en passant notamment par Atocha (ligne 1)[12].